# Гігантський кристал
Гігантський кристал (рос. гигантский кристалл, англ. gigant crystal, нім. gigantischer Kristall m) – кристал мінералу великих розмірів, за якими він різко відрізняється від звичайних; наприклад, кристал мікрокліну з родовищ Норвегії розміром 10х10 м (вага 100 т), кристал кварцу з родовищ Волині в Україні – 2,7х1,5 м (вага 10 т).